# Al-Aksa
Al-Aksa (ar.: المسجد الاقصى, )  je džamija na Brdu hrama u Jeruzalemu, koju je dao sagraditi kalif Omar kada su muslimanski Arapi osvojili grad 638. godine. Prvo je bila sagrađena od drveta, ali kasnije ju je kalif Abd al-Malik zamjenio s džamijom od stijena, poslije završetka Omarove džamije i bila je gotova oko 705. godine.
Džamija al-Aksa je treća po važnosti u islamu poslije Masdžid al-Harama (džamija koja okružuje Ćabu) u Meki i Poslanikove džamije u Medini. Muslimani vjeruju da je poslanik Muhamed tijekom "noćnog putovanja" došao iz Masdžid al-Haram džamije u Meki do mjesta gdje se al-Aksa sada nalazi. Islamska tradicija tvrdi da se Muhamed molio okrenut prema ovom mjestu sve do sedamnaestog mjeseca poslije hidžre, a onda se okrenuo prema Ćabi.
Kada su kršćani osvojili Jeruzalem 1099. godine, u džamiji al-Aksa bio je smješteno zapovjedništvo templara, sve dok Saladin nije ponovo zauzeo grad 1187. godine.